# 哈蒂 (密蘇里州)
哈蒂（英語：Hattie）是位於美國密蘇里州德克薩斯縣的鬼鎮。

## 歷史
哈蒂的郵局於1891年設立，其後於1957年停運。

## 地理
哈蒂所處的海拔為高於海平面307米（即1007英呎），而該地所採用的時區為UTC-6，即北美中部時區（CST）。同時該地設有夏令時間，為UTC-6調快一小時，即UTC-5（CDT）。